# Phaeohelotium extumescens
Phaeohelotium extumescens är en svampart som först beskrevs av Petter Adolf Karsten, och fick sitt nu gällande namn av Dennis 1971. Phaeohelotium extumescens ingår i släktet Phaeohelotium och familjen Helotiaceae.   Inga underarter finns listade i Catalogue of Life.